# Isidro Díaz y Díez de Robles
Isidro Díaz y Díez de Robles (León, 15 de mayo de 1786-?) fue un militar español.

## Biografía
Nació en León, hijo de José Tirso Díaz y de María Díez de Robles. Después de graduarse de bachiller en Filosofía, ingresó con fecha de abril de 1806 en el cuerpo de Guardias de la Real Persona, cuyos individuos eran generalmente conocidos con el nombre de Guardias de Corps, y entre 1806 y 1807 prestó el servicio de Palacio en Madrid.

### Guerra de la Independencia
En 1808 se halló Isidro Díaz en los acontecimientos de Aranjuez de los días 17, 18 y 19 de abril, y en el alzamiento del 2 mayo en Madrid, desde donde fue conducido, con otros muchos de aquel real cuerpo, prisionero al Escorial. Logró allí fugarse del poder de los franceses, e incorporarse al cabo al escuadrón de su cuerpo que se hallaba en Valladolid.
Pasó luego a la compañía auxiliar de escolares de León, de la que en 11 de junio fue nombrado capitán, hallándose el 12 del mismo mes en la acción de Cabezón, el 14 de julio siguiente en la de Rioseco y el 17 en el ataque de Logroño.
Después de la acción de Rioseco ya mencionada, fue Díaz comisionado para desempeñar la comandancia del punto de Riello, y reunir los dispersos, mandando el depósito que se componía de cerca de 2000 hombres, con los que se formaron los cuatro batallones de Voluntarios de León. En 31 de agosto de este año fue ascendido a comandante de batallón.
Varias fueron las acciones de guerra en que se encontró Díaz de las muchas que tuvieron lugar en la campaña del año 1809, mereciendo particular mención la de Yébenes el 14 de marzo; la de Ciudad Real el 26 y 27; la batalla de Talavera el 28 de julio; el 30 de agosto la de Villalta y el 19 de noviembre la de Ocaña, concurriendo después a la retirada que efectuó la división española al mando del general duque de Alburquerque por la serranía de Ronda a la Isla de León.
Entre 1810 y 1813 prestó Díaz con el cuerpo de Guardias de Corps, al que nuevamente se había incorporado, el servicio que le correspondió en la defensa de la Isla de León hasta que el 12 de octubre de 1812 levantaron el sitio los franceses.
Concluido el sitio de la isla pasó a Cádiz por haber sido destinado su escuadrón a las órdenes de la Junta de la Regencia, acompañándola en su traslación a Madrid.

### Primera Restauración fernandina

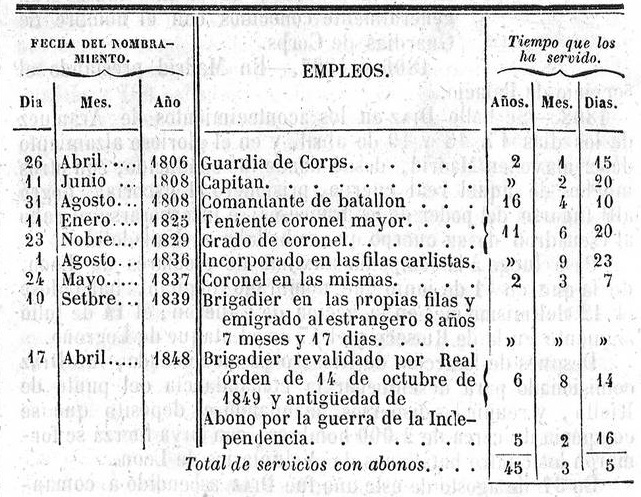
Cuadro de ascensos de Isidro Díaz

En febrero de 1814 salió Isidro Díaz para recibir en Valencia al rey Fernando VII, en su regreso a España, y desde allí volvió escoltándole hasta la corte, donde permaneció todo el año siguiente.
En 1816 estuvo de guarnición en Madrid y San Sebastián, ingresando en 1817 en el regimiento de Valencey y en 1819 en el del Infante Don Carlos.

### Guerra Realista
En 1822 estuvo enfermo en Burgos y en abril del año siguiente se incorporó a la junta de gobierno, y nombrado ayudante del general Francisco Eguía, marchó a Madrid con los llamados Cien Mil Hijos de San Luis.

### Segunda Restauración fernandina
Entre 1824 y 1828 Isidro Díaz permaneció de guarnición en Madrid, Puente la Reina y varios puntos de Galicia. En 11 de enero de 1823 fue nombrado teniente coronel mayor.
Desempeñó en el año de 1827 el cargo de jefe de revisión de la Junta de Galicia. En 1828 estuvo encargado accidentalmente del mando de su cuerpo en ausencia del coronel.
En 23 de noviembre de 1829 obtuvo Díaz grado de coronel, y en el año siguiente tuvo también accidentalmente el mando de su cuerpo. Pasó Díaz en enero del mismo año de guarnición a Zaragoza, y después a Valladolid, Burgos, Miranda de Ebro, Santoña y Pamplona.
Durante el año de 1832 estuvo desempeñando el servicio ordinario en la Puebla de Sanabria y en Zamora y en enero de 1833 se le destinó al regimiento fijo de Ceuta, al que no se incorporó por haber pasado a la ciudad de León a esperar su retiro.

### Primera Guerra Carlista
El 1 de agosto de 1836 se unió Díaz a la división del general carlista Miguel Gómez, y con ella se encontró en la acción de Escarro y el 20 en la de Almuzaras.
El 1 de septiembre se le encargó del depósito de prisioneros y hospital militar, pasando con este cargo a la plaza de Cantavieja, donde sufrió su sitio hasta que capituló.
No dejaron de circular rumores sobre esta rendición, pero la correspondencia habida con este motivo entre Díaz y el general Evaristo San Miguel habría probado con evidencia que la rendición de aquella plaza era una necesidad si había de regularizarse la guerra en Aragón como en Navarra, cumpliéndose el tratado de Eliot. He aquí en comprobación de ello lo que sigue: 

Gobierno militar y político de la Real plaza de Cantavieja.
Estando establecido en el convenio verificado por los generales de ambos ejércitos en Navarra, con la mediacion de Lord Eliot, que los puntos donde existan depósitos de prisioneros sean sagrados y que de ninguna manera se hostilicen bajo ningun pretesto, y siendo el de esta plaza el señalado por las vicisitudes y operaciones de la guerra para las tropas de aquellas provincias, al mando del Excmo. Sr. General D. Miguel Gomez en prueba de lo cual ha remitido aquí un destacamento de su ejército bajo el cuidado del coronel D. Isidro Diaz con todos sus heridos y enfermos; debe ser respetada conforme á lo estipulado en el referido convenio, y contener toda tentativa que pueda alterar la seguridad y tranquilidad del mismo; de lo contrario y no respetando cual se debe este depósito quedaran los desgraciados que se hallan en él sujetos á las resultas de la temeraria transgresión que se cometa con arreglo á las órdenes que tengo de mis superiores, y V. responsable de las desgracias consiguientes, con mucho mas motivo cuando se está tratando de cangear los mencionados prisioneros, etc. Cantavieja 24 de octubre de 1836. El gobernador M. y P. Magín Miguel.— Sr. D. Agustín Nogueras.

Esta comunicación tuvo la contestación siguiente. 

Capitania general de Aragón.—He visto un oficio dirigido por V. al brigadier D. Agustín Nogueras fecha del 24 del corriente.
El convenio celebrado por los generales de ambos partidos del ejército del Norte, bajo la mediacion de Lord Eliot, no ha sido estensivo á los de las demás provincias, lo que prueba harto bien tanta sangre derramada después del calor de la batalla y otras atrocidades que son bien conocidas. Aun cuando dicho convenio quisiese aplicarse á las tropas de Aragon, son circunstancias precisas en él que los depósitos sean puntos señalados y convenidos por ambas partes y no plazas fuertes en que al abrigo de su impugnidad haya fábricas ni almacenes; ninguna de estas circunstancias reune Cantavieja. Hay pues derecho de ejercer hostilidades contra ella sin incurrir en transgresión de ley ni pacto alguna. El que se prevalga de esta circunstancia para ejercer violencias contra prisioneros que están bajo la tutela del derecho público de las Naciones echará un borron indeleble sobre su conducta y será el solo responsable de todas las atrocidades á que en este sentido se propase. No he recibido aun comunicacion sobre el canje. 
De todos modos cualesquiera que sean sus condiciones yo me comprometo á observarlas religiosamente. De mi parte corre la translacion de los prisioneros y hospital perteneciente al general Gómez que se hallan en Cantavieja, á cualquier punto no fortificado hasta que el canje se verifique, donde estarán con la mayor seguridad bajo la responsabilidad y honor de mi palabra á que nunca he faltado. Dios guarde etc.—Cuartel general de Ares 25 de octubre de 1836.—Evaristo San Miguel.—Señor gobernador de Cantavieja.

Se verificó en efecto la entrega bajo estas garantías y Díaz con un mariscal de campo, 6 jefes, 9 capitanes, 15 subalternos y 119 individuos de tropa, fue conducido por Daroca, Cariñena, Tudela, Valtierra y Calahorra hasta el depósito de Bargota.
Respecto a la sensación que en el campo carlista pudo causar la entrega de Cantavieja, da una idea el siguiente oficio del general carlista Gómez:

He recibido el oficio de V. S. de 4 del corriente en que me dá una noticia de todo lo acaecido en la rendición de Cantavieja, que me he alegrado porque se hablaba mucho sobre este particular.

El comportamiento de V. S. me ha gustado y ha cumplido bien con la comision que puse a su cuidado. Se está organizando la división, y mientras yo estoy descansando; por esta razon debe V. S. dirigirse á S. A. R el serenísimo señor infante D. Sebastian, capitán general en jefe del ejército.—Dios guarde etc.—Arechavaleta 16 de enero de 1837.

Esta aprobación del general Gómez justificaba cumplidamente la conducta observada por Díaz en este asunto.
El 1 de enero de 1837 fue entregado Isidro Díaz al destacamento de Bargota, y pasó al cuartel general. El 19 del mismo se le destinó a la división castellana, y en marzo fue nombrado jefe del depósito de oficiales excedentes e inválidos pertenecientes a la misma división. El 3 de agosto se halló en la acción de Fando y montes de Baroja; en el sitio de Peñacerrada desde el 4 al 26; en la acción de San Vicente de Sonsierra el 28, y en Cenicero y vado de Guicio el 31. En 24 de mayo de este año obtuvo Díaz el empleo de coronel en las filas carlistas.
En 1838 permaneció Díaz en la línea de Herrera y las Conchas, hasta el 1 de agosto que fue destinado el E. M. de la división de Álava. Asistió a la defensa de Peñacerrada, desde el 19 hasta el 22 de junio; a la acción de los campos de Letona el 6 de agosto; y a la de Escaramendi el 4 de diciembre.
En 1839 se halló nuevamente Díaz en los campos de Escaramendi el 28 de febrero, y posteriormente el 12 de abril; el 13 de mayo en la de Araca, y el 14 en la de Arzubiaga. El 10 de septiembre fue nombrado brigadier.

### Emigración y regreso a España
Después de verificarse el convenio de Vergara, entró Díaz en Francia el 14 de septiembre con su división y el cuartel general.
Entre 1840 y 1847 permaneció Isidro Díaz emigrado en Francia, hasta el día 13 de septiembre del último año, que, acogiéndose a la amnistía, obtuvo pasaporte para regresar a España, fijando su residencia en la ciudad de León.
Admitido Díaz a revalidación, como comprendido en el decreto de 17 de abril de 1848, y habiendo acreditado debidamente el empleo de Brigadier obtenido en las filas de Don Carlos, se le revalidó por real orden de 14 de octubre de 1849 y con la antigüedad de 17 de abril de 1848, destinándosele de cuartel a la ciudad de León.
Por real orden de 20 de marzo de 1851 se le concedió la traslación de su cuartel a la corte.

## Condecoraciones
Isidro Díaz obtuvo varias condecoraciones por acciones de la Guerra de la Independencia, entre ellas, la cruz de la batalla de Talavera por diploma de 23 de septiembre de 1813.
Durante la primera Restauración fernandina obtuvo también en estos años varias condecoraciones, a saber: por diploma de 17 de noviembre de 1816 la del tercer ejército; por otro del 23 de enero de 1817 la de la fuga de Madrid; por real orden de 17 de octubre, fue agraciado con el hábito de la Orden Militar de Santiago; y finalmente por diploma de 20 de octubre, la de la retirada sobre la Isla de León. Por diploma de 10 de mayo de 1823, expedido en Burgos, el duque de Angulema le concedió distintivo de la Flor de Lis.
En 21 de septiembre de 1827 obtuvo la cruz de la Real y Militar Orden de San Hermenegildo, que le correspondía por concurrir en él todas las circunstancias que prescribe el reglamento de la misma. Por Real Cédula de 22 de noviembre de 1850, fue nombrado caballero cruz y placa de la Orden de San Hermenegildo.